# Casimira Rodríguez Romero
Marcela Casimira Rodríguez Romero (Mizque, Bolivia; 21 de octubre de 1966) es una política, activista y sindicalista boliviana. Fue ministra de Justicia (2006-2007) en el primer gobierno del presidente de Bolivia Evo Morales. Fue la primera mujer de origen quechua y campesino en ser nombrada ministra del gobierno de Bolivia.

## Biografía
Proveniente de una familia indígena pobre de habla quechua. Trabajó desde los 13 años como trabajadora del hogar, lo que le permitió conocer la realidad de las mujeres de ese gremio.
En 1987 organizó y presidió el Sindicato de Trabajadoras del Hogar de Cochabamba. Posteriormente se organizó la Federación Nacional de Trabajadoras Asalariadas del Hogar de Bolivia (FENATRAHOB), donde fue elegida en dos ocasiones secretaria ejecutiva. El 9 de abril del 2003 la Federación consiguió el objetivo de que la Ley de la Trabajadora del Hogar fuera promulgada, la misma que regula derechos laborales de este gremio como son el horario de trabajo, seguro médico o el derecho a vacaciones. Entre 2001 y 2006, Rodríguez Romero presidió la Confederación Latinoamericana y del Caribe de las Trabajadoras del Hogar, lo que la llevó a conocer la realidad de las trabajadoras de muchos países latinoamericanos.

## Ministra de Bolivia
En 2006 fue nombrada ministra de Justicia por el presidente Evo Morales, pasando a ser la primera mujer quechua y campesina que ocupaba este cargo en la historia de Bolivia. Le sucedió Celima Torrico en enero de 2007.
Posteriormente, Rodríguez Romero ha continuado activa en la lucha por la reivindicación de los derechos de las mujeres continúa. En junio de 2015 fue nombrada secretaria Departamental de Desarrollo Humano Integral del Gobierno Autónomo Departamental de Cochabamba. Sigue trabajando con las trabajadoras del hogar y está constituyendo una Fundación cuyo objetivo es la lucha por los derechos humanos de las mujeres bolivianas pertenecientes a diferentes gremios y sectores, desde migrantes hasta campesinas.

## Premios y reconocimientos
Su trayectoria sindical le mereció en 2003 el Premio Mundial Metodista de la Paz, otorgado por el Consejo Metodista Mundial.